# Gueytes-et-Labastide
Gueytes-et-Labastide község Franciaországban, Aude megyében. Lakosainak száma 32 fő (2018. január 1.). Gueytes-et-Labastide Caudeval, Corbières, Escueillens-et-Saint-Just-de-Bélengard, Lignairolles és Peyrefitte-du-Razès községekkel határos.
2016. január 1-jén Caudeval korábbi községgel egyesült és az így létrejött Val de Lambronne új község része lett.

## Népesség
A település népessége az elmúlt években az alábbi módon változott:
| Lakosok száma | 43   | 35   | 33   | 25   | 27   | 41   | 44   | 44   | 34   | 32   |
|               | 1968 | 1975 | 1982 | 1990 | 1999 | 2011 | 2013 | 2015 | 2017 | 2018 |